# شيظاف
الشيظاف (الاسم العلمي: Apluda)، جنس نباتات عشبية من فصيلة النجيلية موطنها الأصلي في آسيا وإلى مختلف الجزر في المحيطين الهندي والهادئ.
النوع الوحيد المعروف له هو شيظاف أجرد. موطنه الأصلي آسيا الوسطى، الصين (بما في ذلك تايوان + التبت)، اليابان (بما في ذلك جزر ريوكيو)، شبه قارة الهند، جنوب شرق آسيا، غينيا الجديدة، فانواتو، جزر سليمان، كاليدونيا الجديدة، أرخبيل كارولين، مدغشقر، موريشيوس، لا ريونيون، سقطرى، سلطنة عمان.
شملت سابقًا
أنظر سفون Ichnanthus رقوءة Polytoca ثمد (نبات) Zeugites
- Apluda digitata – Polytoca digitata
- Apluda distachya – Andropogon distachyos
- Apluda imberbis – ثمد ثلاثي الأسدية
- Apluda rugosa – Ischaemum rugosum
- Apluda zeugites – Zeugites americanus
- Apluda zeygites – Ichnanthus pallens

## روابط خارجية
- Grassbase - The World Online Grass Flora